# Gazimur
A Gazimur  (oroszul: Газимур) folyó Oroszország ázsiai részén, Délkelet-Szibériában, a Bajkálontúli határterületen; az Arguny bal oldali mellékfolyója.

## Földrajz
Hossza: 592 km, vízgyűjtő területe: 12 100 km², évi közepes vízhozama (Batakan falunál, 248 km-re a torkolattól:) 16,5 m³/s, maximális vízhozama 420 m³/s.
Az Arguny legnagyobb vízgyűjtő területtel rendelkező és leghosszabb mellékfolyója. A Nyercsinszki-hegység északnyugati oldalán kb. 1040 m magasságban ered, északkeleti irányba folyik. A bal parton ömlik az Argunyba 110 km-re annak torkolatától, Urjupino falutól 30 km-re északkeletre.
Részben hegyi jellegű, sekély folyó, medrében sok a zúgó. Vízgyűjtő területe a Gazimuri- és a Borscsovocsnij-hegységben van, kb. 80%-át erdő borítja.
Október végén, november elején befagy, a jégpáncél vastagsága 1–1,5 m. Április végén, május elején szabadul fel a jég alól. Nagyrészt esővíz táplálja.
Völgyében az 1720-as években gazdag ezüstérc-lelőhelyeket találtak, partjain később több ezüstolvasztó létesült. 
A part menti nagyobb települések: Alekszandrovszkij Zavod, Gazimurszkij Zavod.